# Milhostov
Milhostov (Duits: Mühlessen) is een gemeente in de Tsjechische regio Karlsbad. De plaats ligt op 440 meter hoogte aan de rivier Plesná, ongeveer 10 kilometer ten noordoosten van Cheb.

## Geschiedenis
Milhostov is waarschijnlijk een Slavische nederzetting uit de 12e eeuw. De eerste schriftelijke vermelding van het dorp stamt uit het jaar 1219. Al in het jaar 1300 wordt de oude Heilige Nicolaaskerk genoemd, die er nu nog steeds staat. De kerk is nu echter in barokstijl, aangezien hij in de 17e eeuw naar die stijl omgebouwd is. In 1429 werd het dorp door de Hussieten platgebrand.
Milhostov behoort tot het Sudetenland. Voor de Tweede Wereldoorlog woonden er dan ook veel Duitsers in het dorp. Na de oorlog werden zij verdreven en keerden de Tsjechische inwoners terug in het dorp.

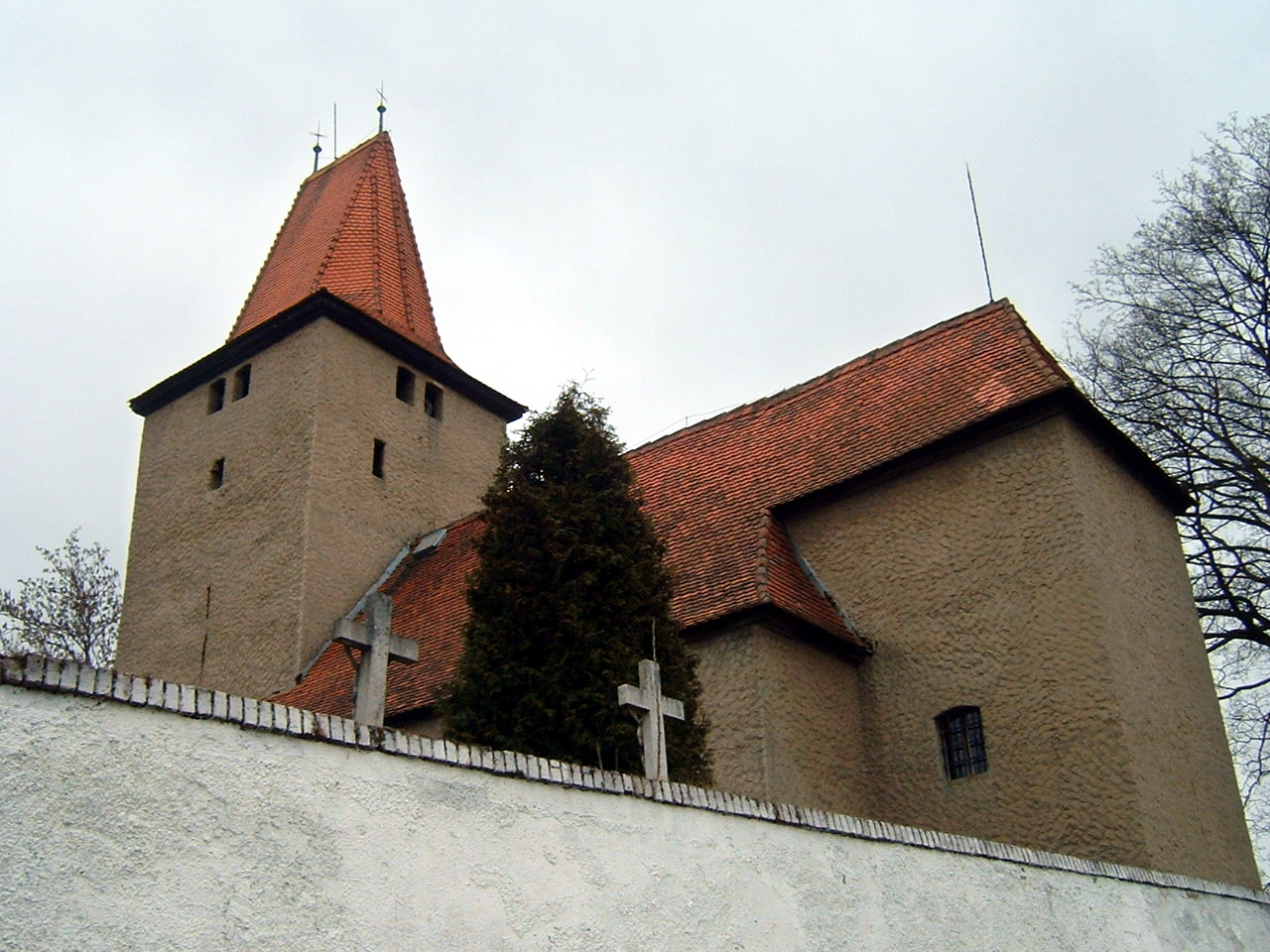
De Heilige Nicolaaskerk in Milhostov

Aš · 
Cheb · 
Dolní Žandov · 
Drmoul · 
Františkovy Lázně · 
Hazlov · 
Hranice · 
Krásná · 
Křižovatka · 
Lázně Kynžvart · 
Libá · 
Lipová · 
Luby · 
Mariënbad (Mariánské Lázně) · 
Milhostov · 
Milíkov · 
Mnichov · 
Nebanice · 
Nový Kostel · 
Odrava · 
Okrouhlá · 
Ovesné Kladruby · 
Plesná · 
Podhradí · 
Pomezí nad Ohří · 
Poustka · 
Prameny · 
Skalná · 
Stará Voda · 
Teplá · 
Trstěnice · 
Třebeň · 
Tři Sekery · 
Tuřany · 
Valy · 
Velká Hleďsebe · 
Velký Luh · 
Vlkovice · 
Vojtanov · 
Zádub-Závišín